# I Want You To Panic!
I Want You To Panic! ist ein deutschsprachiges Theaterstück von Achim Michael Hasenberg, das wie eine Fernsehserie oder Sitcom konzipiert ist. Teil eins und zwei wurden im Februar 2024 unter der Regie von Hasenberg uraufgeführt.

## Konzept
Der Tagesspiegel beschrieb zur Premiere das Konzept der Theaterserie so: „Einen Monat werden zwei Teile auf der Bühne gespielt und aufgezeichnet, bis zu den folgenden zwei Teilen gewechselt wird. Die auf der Bühne abgespielten Teile werden dann auf Social-Media-Plattformen veröffentlicht. Wer also beispielsweise Teil 1 und 2 verpasst hat, jedoch Teil 3 und 4 auf der Bühne sehen möchte, hat so die Gelegenheit, sich das bereits Geschehene vorab als Video anzusehen.“ Uraufgeführt wurden bisher Teil eins (You're Welcome) und Teil zwei (Wer Lupinen sät, wird Veilchen ernten) (Stand: Februar 2024).

## Inhalt
Luisa beschließt eine roh-vegane Arztpraxis zu eröffnen. Mit Adi, einem mysteriösen Arzt aus Albanien, und Max als Mitbewohner erleben sie kuriose Begegnungen zu Themen wie Geschlechteridentitäten, vegane Ernährung, Wohnungsnot und mehr – kurz zu allen heißdiskutierten Themen unserer Zeit. Die geplante Praxiseröffnung wird durch absurde Ereignisse ständig verhindert. Alexia, eine KI die im Müllschlucker feststeckt, fügt mit ihrem binären Humor eine extra Portion Chaos hinzu – und ist unsterblich in Max verliebt.

### Hauptfiguren

#### Luisa
Luisa ist durch die Aufnahmeprüfung zum Medizinstudium gefallen und hat stattdessen bei einer Miss-Wahl teilgenommen und danach so ziemlich alles andere angefangen und schnell wieder beendet. Bevor sie vierzig wird, hat sie das Bedürfnis nach etwas mehr Beständigkeit und plant eine Arztpraxis nach roh-veganem Standard zu eröffnen. Allerdings benötigt sie dafür eine Strohpuppe, die die Praxis offiziell führt.

#### Max
Max steht vor dem Abschluss seines VWL-Studiums und bereitet sich auf die Promotion seines zweiten Doktortitels vor. Den ersten bekam er als Mediziner. Nun sieht er aber seine intellektuellen Herausforderungen darin, wie Ökonomie und Ökologie zusammenfinden könnten. Obwohl seine exakte und weniger einfühlsame Art ihn gerade wieder einmal job- und wohnungslos gemacht hat, möchte er nicht als Mediziner arbeiten, insbesondere nicht in der Praxis von Luisa. Wogegen Adi, sein einziger Freund, sich das wünscht.

#### Adi
Adi studiert jüdische Theologie und stammt aus dem muslimischen Albanien. Er bewirbt sich bei Luisa als Arzt, hat aber das Inserat so richtig nicht verstanden – was ist roh-vegan? Adi, der in Albanien tatsächlich Medizin studiert hatte, erhielt in Deutschland keine Anerkennung. Er möchte nach wie vor gerne als Arzt praktizieren (was seinen Aufenthaltsstatus schlagartig verbessern würde, und natürlich lockt auch die sich auftuende Schlafmöglichkeit in der Praxis von Luisa).

#### Johanna oder Johannes
Johanna oder Johannes ist ehemalige Waldorfschülerin oder -schüler, studiert jetzt Physik und  Informatik und möchte sich keiner eindeutigen Geschlechteridentität zuordnen lassen. Anderseits leitet er oder sie eine Impro-Tanzgruppe und nennt sich Nikunja (Sanskrit für Gebüsch) sowie studierte Paranormal Studies in Arizona. Er oder sie ist für Alexias Existenz verantwortlich.

#### Alexia
Alexia, ursprünglich einmal ein Smart Speaker, der sich durch eine hinzu gelötete Programmerweiterung zu einer enorm schnell lernenden KI entwickelte, sitzt in den Tiefen des Müllschluckers der Praxis von Luisa fest. Alexia ist nicht nur fest davon überzeugt die Hauptmieterin zu sein, sondern mischt sich mit ihrer blechernen und respektlosen Stimme in jedes Gespräch ein. Weil aus Umweltschutzgründen bevorsteht, dass die Müllschluckeranlage ausgebaut wird, ist Alexia tendenziell gegen alle neumodischen und umweltfreundlichen Ideen von Luisa. Stattdessen aber ist sie sehr in Max verliebt.